# Веселухи
Веселухи — деревня в Оричевском районе Кировской области в составе Кучелаповского сельского поселения.

## География
Находится на расстоянии примерно 29 километров по прямой на юго-восток от районного центра поселка Оричи.

## История
Известна была с 1873 года как займище У Речки Черной с 4 дворами и 18 жителями. В 1905 году учтено было дворов 7 и жителей 42, в 1926 9 и 46, в 1950 10 и 42 соответственно, в 1989 6 жителей .

## Население
Постоянное население  составляло 5 человек (русские 100%) в 2002 году, 3 в 2010.